# منتخب الولايات المتحدة لكرة الماء للسيدات
منتخب الولايات المتحدة لكرة الماء للنساء هو المنتخب الذي يمثل الولايات المتحدة في منافسات كرة الماء للنساء، يعتبر من أقوى منتخبات كرة الماء النسائية في العالم حيث تمكن من الفوز ب4 ميداليات منها 1 ذهبية و2 فضية و1 برونزية في الألعاب الأولمبية الصيفية، كما فاز بألعاب السباحة 4 مرات و9 مرات بالدوري العالمي و3 مرات بكأس العالم لكرة الماء للنساء (فينا).

## وصلات خارجية
- الموقع الرسمي